# 木造迷宮
『木造迷宮』（もくぞうめいきゅう）は、アサミ・マートによる日本の漫画作品。『月刊COMICリュウ』（徳間書店）創刊号(2006年11月号)より2014年7月号まで連載された。

## 登場人物
ヤイ
シバタニ家に住み込みで働く「よくできた女中」。
シバタニのことは「ダンナさん」と呼ぶ。料理上手でかわいらしい雰囲気の女性。柿が大好物。
捨て子だった過去を持ち、拾われた家で女中として働くことで、家事に長けるようになった。
幼少期、拾われた家での住み込みで大旦那の下で働いていた頃、学校に通わず奉仕するヤイを見て、大旦那自らが字を教え始めた。この時はひらがなの読み書きのみのようで、しばらく習った後には店の上に掲げてある「やおや」などの文字は読めるようになっている。また、子供の頃に遊んだけん玉やベーゴマが得意など、意外な一面もある。
柴谷 広一（シバタニ コーイチ）
三文小説家。以前は小学校の教師をやっていた。
シイタケと犬が大の苦手。少々気が弱く情けない部分が目立つが、サエコ曰く、頼りないけど「いい人」。ミカネ曰く「やる時ゃやる」。
著作はあまり売れてはいないようだが、インタビューを受けるなど、隠れた人気はある模様。
教員時代には恋人がいたり、幼い日のサエコの憧れだったり、もてそうにない雰囲気の割には実際にはもてている模様。
ただし本人はまったく気づいていない。
サエコ
シバタニの従姉妹で、不動産関係の仕事をしている。生活面でズボラなシバタニに家を提供し、後にヤイを女中として連れてきた人物。
ヤイが最初に拾われた家の大旦那が死去した後、ヤイの身元を引き受け、しばらく同居していた。
シバタニのことは「コーイチ兄さん」と呼ぶ。気が強く仕事一筋（「仕事があれば男はいらぬ」というカットが1巻にある）。
ワンコ
ヤイとマルカ達が拾った犬。人なつっこい性格。
マルカとチョメ坊
ヤイと共にワンコを拾った。自宅では犬を飼えなかったため、柴谷家に飼われているワンコの元に遊びに来る。
セッコ
シバタニが常連の喫茶「木もれ陽」の看板娘。文学少女でシバタニの小説のファンだが、「木もれ陽」に来ている人物がシバタニだとは気づいていない。ヤイから料理を教わったことがある。
シバタニについては変なおじさんと思っている。
小説家にほのかにあこがれている。シバタニと知らずにあるきっかけで文を見てもらい、好意がすこし芽生えた様子。
マスター
シバタニが常連の喫茶「木もれ陽」のマスターでセッコの祖父。無口でセリフがない。ヤイに洋食の手ほどきをしている。
ミカネ
シバタニの教員時代の教え子。現在は学校を辞めて自転車で旅をしている。シバタニに対していたずらばかりしていたが、それは密かな好意によるものだった。
リュウゾウ
不良少年。たまたまぶつかったヤイに一目惚れし、ヤイの仕事の手伝いを買って出る。ヤイの話を勝手に誤解し、シバタニがヤイに無体なことをしていると勘違いしていた。
ツグミ
リュウゾウの同級生でクラス委員を務める。学校に来ないリュウゾウを案じている。
大旦那
故人。ヤイが最初に働いていた家の主人で、寡黙で厳格な雰囲気を持っている。
読み書きソロバンを教えるなど、ヤイの将来を案じていた模様。ヤイがカイゼルヒゲにこだわるきっかけになったと思しき人物。
オババ
家の門前に捨てられていたヤイを拾った人物で女中頭。ヤイのことを案じながらも厳しく接し、家事を仕込んだ。
タエ
ヤイの元同僚。大旦那が死去した後、旅館の女将となる。ヤイとサエコがその旅館を訪れた際に偶然再会する。
カヨ
ヤイの元同僚。大旦那が死去した後、魚屋に嫁ぐ。三人の子持ちで、ヤイと再会した時には四人目を身ごもっていた。
マミコ先生
セッコの担任。国語の教師で男子生徒からの人気が高い。シバタニの著作を全て読んでいる。とあるきっかけからヤイに勉強を教える。元シバタニの同僚？？

## 書誌情報
全12巻完結。作者がデビュー前に同人誌で展開していた作品を集めた「木造迷宮別館」を含む単行本13冊が発売されている。
1. 木造迷宮 2008年3月19日発売 ISBN 9784199500763
2. 木造迷宮２ 2009年2月20日発売 ISBN 9784199501142
3. 木造迷宮３ 2010年3月13日発売 ISBN 9784199501722
4. 木造迷宮４ 2010年10月13日発売 ISBN 9784199502071
5. 木造迷宮５ 2011年3月13日発売 ISBN 9784199502415
6. 木造迷宮６ 2011年12月3日発売 ISBN 9784199502781
7. 木造迷宮７ 2012年6月13日発売 ISBN 9784199502989
8. 木造迷宮８ 2013年1月12日発売 ISBN 9784199503238
9. 木造迷宮９ 2013年5月13日発売 ISBN 9784199503405
10. 木造迷宮１０ 2013年10月12日発売 ISBN 9784199503597
11. 木造迷宮１１ 2014年5月13日発売 ISBN 9784199503979
12. 木造迷宮１２ 2014年6月13日発売 ISBN 9784199503993

1. 木造迷宮別館 2010年10月13日発売 ISBN 9784199502088